# Wedge Tomb von Dunteige

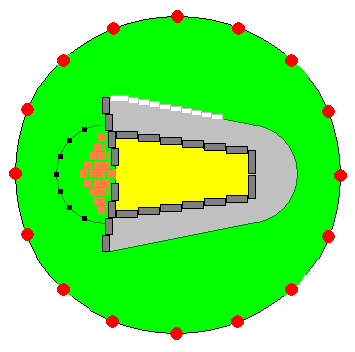
Prinzipskizze Wedge Tomb am Beispiel von Island

Das Wedge Tomb von Dunteige (irisch Dún Taidhg) ist ein typisches Keilgrab von etwa 10,0 m Länge; bei Ballygalley im County Antrim in Nordirland.
Wedge Tombs (deutsch „Keilgräber“), früher auch „wedge-shaped gallery grave“ genannt sind doppelwandige, ganglose, mehrheitlich ungegliederte Megalithanlagen der späten Jungsteinzeit und der frühen Bronzezeit und neben Court-, Passage- und Portal Tombs typisch für Irland, aber untypisch für den Nordosten der Provinz Ulster.
Das Wedge Tomb von Dunteige liegt in einem Nordwest-Südost orientierten ovalen Cairn. Zwei Kammern bilden eine Galerie, die etwa die Gesamtlänge des Cairns hat. Die Vorkammer wird durch zwei Tragsteine und einen hohen Trennstein gebildet. Dahinter liegt die Hauptkammer mit fünf Tragsteinen auf jeder Seite. Ein Sturz liegt herabgefallen auf dem Trennstein. Die äußere Wandung ist an der Nordseite besser erhalten, wo zehn erhebliche Geröllblöcke aneinander liegen. Auf der Südseite sind sechs Steine sichtbar.